# Ellinoora
Ellinoora (Anni Ellinoora Leikas , född 26 januari 1994 i Uleåborg, är en finsk singer-songwriter.  Hon röstades till Årets kvinnliga solist 2019 på Emmagalan i februari 2020. "Bäng Bäng typerä sydän", "Elefantin paino" och "Leijonakuningas" är Ellinooras mest kända låtar. Hennes låtar har streamats mer än 120 miljoner gånger på Spotify.

## Karriär
Ellinoora fick ett skivkontrakt med Warner Music Finland i december 2011 när hon var 17 år gammal. Samtidigt var hon på väg att gå in i första säsongen av The Voice of Finland, men hon drog sig ur på grund av skivkontraktet. Våren 2013 tog hon examen från Madetoja musiikkilukio och hösten samma år påbörjade hon sina studier vid Helsingin Pop & Jazz Konservatorio.  
I augusti 2013 släpptes hennes debutsingel "Sellainen mies". Låten komponerades av Kristian Martinsen, Louise Dubiel och Annette Heick och orden skrevs av Iisa Pykäri. Sedan dess har låten tagits bort från försäljnings- och streamingkanaler, eftersom Ellinoora bara ville ge ut sådan musik hon komponerat och skrivit själv.
Ellinoora har även gjort låtar för artisterna JVG, Roope Salminen ja koirat, Lauri Tähkä, Kaija Koo och Stig.